# الکسی ژوک
الکسی ژوک (روسی: Алексей Владимирович Жук؛ زادهٔ ۶ نوامبر ۱۹۵۵) بازیکن هندبال، و مربی (ورزش) اهل اتحاد جماهیر شوروی سوسیالیستی است.